# اینس تارویدا
اینس تارویدا (انگلیسی: Inese Tarvida؛ متولد ۱۶ نوامبر ۱۹۹۸) یک تکواندوکار اهل لتونی است که نماینده کشور لتونی است. وی در مسابقات قهرمانی تکواندو جهان ۲۰۱۷در دسته خروس‌وزن بانوان مدال برنز را از آن خود کرد.
در سال ۲۰۱۹، وی به عنوان نماینده لتونی در یونیورسیاد تابستانی ۲۰۱۹ در ناپل ایتالیا شرکت کرد و در دسته ۵۳ کیلوگرم یکی از مدال‌های برنز را به دست آورد.